# Острови Осумі
Острови́ Осу́мі (яп. 大隅諸島, О:сумі-сьото:) — це архіпелаг серед островів Нансей, який є найпівнічнішою групою островів Сацунан, які в свою чергу є частиною архіпелагу Рюкю. Ланцюг пролягає між південними точками Кюсю та Амамі-Осіма. Адміністративно група належить до префектури Каґосіма, Японія.

## Географія
Острови Осумі мають вулканічне походження та займають загальну площу близько 1030км². Найвищою точкою є Міянора-даке висотою в 1935 м на Якусімі. Клімат островів — субтропічний океанічний (Cfa за класифікацією кліматів Кеппена), що характеризується дуже жаркими літами та м'якими зимами. Рівень опадів є високим впродовж року рік, та сягає найвищих значень у травні, червні та вересні.

## Історія

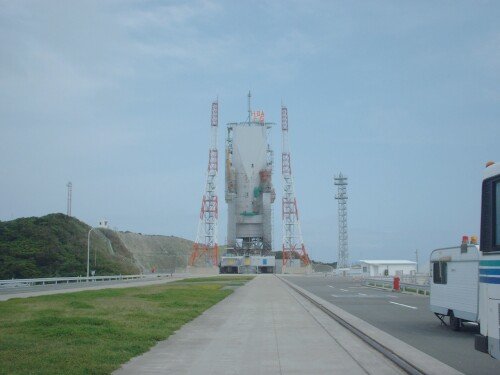
Космічний центр Танеґасіми

Острови Осумі було заселено починаючи з, принаймні, періоду Дзьомон. Місця поховання на Танеґасіма, а саме Йокоміне та Хірота, засвідчують унікальну добре розвинену культуру періоду Яйой у кінці IV століття нашої ери. Артефакти включають маґатами, гравіровані кулони, та емблеми з видимими написами. Танеґасіма та Якусіма вперше згадані у письмових документах китайської Династії Суй у VI столітті. Згадка, зроблена у японській Сьоку Ніхонґі у записі для 699 року про острови Тане, Яку та Амамі. Острови Осумі утворювали стародавню провінцію Тане впродовж періоду Асука. Острови часто згадуються у щоденниках мандрівників між Династією Тан Китаю та періду Нара Японії. Деякі з островів архіпелагу мають місцеві легенди про надання притулку роду Хейке після їх поразки у війні Ґемпей у кінці періоду Хейан. Впродовж періоду Сенґоку, у 1543 році китайське судно з португальцем Мендесом Пінтою було викинуто на берег Танеґасіми, з цією подією пов'язують першу появу цукрової тростини та вогнепальної зброї у Японії. До сучасних часів вогнепальна зброя була в розмовній мові відома як «Танеґа-сіма» через віру в те, що їх було введено Пінто.
Насправді, скоріш за все, Пінто не представив перший контакт португальців з японцями, хоча він дійсно відвідував Танеґасіму скоро опісля та за легендою він одружився з місцевою жінкою та мав сина. Європейці прибули торгувати не лише вогнепальною зброєю, а й також милом, тютюном та іншими товарами невідомими в середньовічній Японії, в обмін на Японські товари. Впродовж періоду Едо острови Осумі керувались родом Сімадзу з хану Сацума та вважався частиною провінції Осумі. Впродовж реставрації Мейдзі, острови було зроблено частиною префектури Каґосіма.
У 1969 році агентством аерокосмічних досліджень Японії було відкрито «Космічний центр Танеґасіма» (TNSC) що включає космодром. TNSC розташований на південно-східному кінці Танеґасіми.

## Транспорт
Острови Осумі обслуговуються Новим Аеропортом Такесіми та Аеропортом Якусіми.
Наявне регулярне сполучення з Каґосімою та островами Амамі за допомогою поромів.

## Острови
| Фото | Назва             | Кандзі     | Площа [км²] | Населення | найвища точка [м] | Вершина       | Координати                                                                    |
| | Якусіма           | 屋久島     | 504,88      | 13178     | 1935              | Міяноура-даке | 30°21′31″ пн. ш. 130°31′43″ сх. д. / 30.35861° пн. ш. 130.52861° сх. д.       |
| | Танеґасіма        | 種子島     | 444,99      | 33000     | 282.0             |               | 30°34′26″ пн. ш. 130°58′52″ сх. д. / 30.57389° пн. ш. 130.98111° сх. д.       |
| | Кутіноерабу-дзіма | 口永良部島 | 38,04       | 147       | 657               | Фурудаке      | 30°28′ пн. ш. 131°11′ сх. д. / 30.467° пн. ш. 131.183° сх. д.                 |
| | Маґесіма          | 馬毛島     | 8,2         | -         | 71,7              | Такенокосі    | 30°44′29.9″ пн. ш. 130°51′16.9″ сх. д. / 30.741639° пн. ш. 130.854694° сх. д. |
| | Куросіма          | 黒島       | 15,37       | 199       | 621,9             | Яґурадаке     | 30°50′5.6″ пн. ш. 129°57′20.7″ сх. д. / 30.834889° пн. ш. 129.955750° сх. д.  |
| | Іодзіма           | 硫黄島     | 11,65       | 142       | 703,7             | Іодаке        | 30°47′27″ пн. ш. 130°17′46″ сх. д. / 30.79083° пн. ш. 130.29611° сх. д.       |
| | Такесіма          | 竹島       | 4,2         | 78        | 220,0             | Маґомеяма     | 30°48′50″ пн. ш. 130°25′2.1″ сх. д. / 30.81389° пн. ш. 130.417250° сх. д.     |
| | Сьова Іодзіма     | 昭和硫黄島 | 0,07        | -         | 24                |               | 30°48′15″ пн. ш. 130°20′30″ сх. д. / 30.80417° пн. ш. 130.34167° сх. д.       |
| | Денсіма           | デン島     | 0,001       | -         | 58                |               | 30°45′02″ пн. ш. 130°06′07″ сх. д. / 30.75056° пн. ш. 130.10194° сх. д.       |
| Показати координати in "Острови Осумі" на: OpenStreetMap · Google Maps Отримати координати як: KML · GPX |                   |            |             |           |                   |               |                                                                               |
| Показати координати in "Острови Осумі" на: OpenStreetMap · Google Maps                                   |                   |            |             |           |                   |               |                                                                               |
| Отримати координати як: KML · GPX                                                                        |                   |            |             |           |                   |               |                                                                               |